# Longwood (Florida)
Longwood è una cittadina degli Stati Uniti d'America, situata nello stato della Florida, nella contea di Seminole.